# Trinacrium subtile
Trinacrium subtile är en svampart som beskrevs av Riess 1850. Trinacrium subtile ingår i släktet Trinacrium och familjen vaxskålar.   Inga underarter finns listade i Catalogue of Life.